# Juda ben Ezéchiel
Ne doit pas être confondu avec Juda bar Ilaï.
Rav Juda ben (ou bar) Ezéchiel (hébreu: רב יהודה בן יחזקאל Rav Yehouda ben Yehezqel) est l'un des Amoraïm (docteurs du Talmud) les plus éminents de la seconde génération, et le fondateur de l'académie talmudique de Poumbedita.

Souvent appelé « Rav Yehouda », sans autre précision. il a vécu en Babylonie au IIIe siècle (220 – 299)

## Éléments biographiques
Il fut le disciple le plus éminent de Rav, dans la maison duquel il résidait souvent, et dont le fils Hiyya fut son élève (Er. 2b). Après la mort de Rav, Rav Juda alla chez Samuel de Nehardea, qui le tenait en haute estime, l'appelant "Shinena" (= "sagace"; Ber. 36a; Kid. 32a). Il resta avec Shmouel jusqu'à ce qu'il fonda sa propre école à Poumbedita. Il y mourut en 299.

## Une nouvelle méthode de dialectique
Cet article contient des extraits de la Jewish Encyclopedia de 1901–1906 dont le contenu se trouve dans le domaine public.